# APR-1400
APR-1400 (англ. Advanced Power Reactor 1400 MW electricity) — покращений водно-водяний ядерний реактор, розроблений Korea Electric Power Corporation (KEPCO). Цей реактор відноситься до третього покоління реакторів і був розроблений на основі OPR-1000 і також увібрав у себе напрацювання дизайну System 80+ американської компанії Combustion Engineering (CE).

## Історія
- System 80[en]

Дизайн APR-1400 почав розроблятися в 1992 і отримав сертифікат відповідності від Корейського інституту з ядерної безпеки в травні 2002. Надалі була подана заявка до Ядерної комісії з регулювання (США) у грудні 2014 та березні 2015 року, яка підтвердила, що реактор відповідає базовим рекомендаціям щодо безпеки США.
У жовтні 2017 року організація European Utility Requirements (EUR) видала дозвіл на зміну дизайну в системі екстреного охолодження, що дозволяє будувати станції за межами Європи, використовуючи європейські сертифікати.
Станом на вересень 2018 року NRC опублікував остаточний звіт про оцінку безпеки та затвердження типового проекту визнавши конструкції технічно прийнятними та дійсними протягом 15 років. У квітні 2019 року NRC схвалив правило для сертифікації стандартного дизайну APR-1400.
У вересні 2018 року Комісія ядерного регулювання США дала схвалення стандартного дизайну APR-1400, а у вересні 2019 року він отримав сертифікат на проектування, дійсний протягом 15 років.
У 2022 році Westinghouse Electric Company, яка придбала компанію Combustion Engineering у 2000 році, подала позов до федерального суду США проти KHNP і Kepco, стверджуючи, що APR-1400 було скопійовано з реактора System 80. Це мало опосередкований вплив на те, що уряд США відхилив запит на отримання необхідного дозволу APR-1400 на експорт до третьої країни, поки справа вирішується.

## Технічні характеристики
| Характеристика                       | APR-1400 |
| ------------------------------------ | -------- |
| Теплова потужність реактора, МВт     | 3983     |
| До. п. буд. (Нетто), %               | 35,1     |
| Тиск пара перед турбіною, атм        |          |
| Тиск у першому контурі, атм          |          |
| Температура води, °C:                |          |
| на вході до реактора                 | 290,6    |
| на виході з реактора                 | 323,9    |
| Діаметр активної зони, м             | 3,63     |
| Висота активної зони, м              | 3,81     |
| Діаметр паливного стрижня, мм        | 9,5      |
| Число паливних стрижнів у касеті     | 236      |
| Число касет                          | 241      |
| Завантаження урану, т                |          |
| Середнє збагачення урану, %          | 4,09     |
| Середнє вигоряння палива, МВт-сут/кг | 44,6     |

## Будуються та побудовані реактори
| Назва     | Локація        | Енергоблоки | ПотужністьМВт | Початок будівництва | Пуск | Закриття |
| --------- | -------------- | ----------- | ------------- | ------------------- | ---- | -------- |
| Сін-Корі  | Південна Корея | Сін-Корі-3  | 1486          | 2008                | 2016 |          |
| Сін-Корі  | Південна Корея | Сін-Корі-4  | 1455          | 2009                | 2019 |          |
| Сін-Корі  | Південна Корея | Сін-Корі-5  | 1400          | 2017                |      |          |
| Сін-Корі  | Південна Корея | Сін-Корі-6  | 1400          | 2018                |      |          |
| Сін-Ханул | Південна Корея | Сін-Ханул-1 | 1400          | 2012                |      |          |
| Сін-Ханул | Південна Корея | Сін-Ханул-2 | 1400          | 2013                |      |          |
| Барака    | ОАЕ            | Барака-1    | 1400          | 2012                | 2020 |          |
| Барака    | ОАЕ            | Барака-2    | 1400          | 2013                | 2021 |          |
| Барака    | ОАЕ            | Барака-3    | 1400          | 2014                |      |          |
| Барака    | ОАЕ            | Барака-4    | 1400          | 2015                |      |          |